# یواس‌اس لانگپور (ای‌ام‌سی-۱۰)
یواس‌اس لانگپور (ای‌ام‌سی-۱۰) (به انگلیسی: USS Longspur (AMc-10)) یک کشتی بود که طول آن ۸۱ فوت ۲ اینچ (۲۴٫۷۴ متر) بود. این کشتی در سال ۱۹۳۵ ساخته شد.